# Commanderie de Saclay
Cette commanderie de Saclay remonte à 1194 quand la noble dame Osanne la Vilaine fit don aux Hospitaliers de l'ordre de Saint-Jean de Jérusalem de tout ce qu'elle possédait à Saclay pour 20 livres parisis,. En juin 1228, Gaudefroy et Adeline Pasquier de Vaucresson renoncent à leur droit et permettent à Guillaume de Saclay de donner sa terre de Saclay aux Hospitaliers,. En 1228, Amaury d'Issy fait don de 43 arpents de terre avec les droits de champart et de cens à Saclay,. En 1234, Milon de Repenti donne la dime des Arpentis et en 1306, 20 arpents de terre à  Villedomble avec quatre livres et 8 sols par an à prendre sur Villiers-sous-Châteaufort.
Au XVIe siècle, la commanderie de Saclay, du prieuré hospitalier de Saint-Jean de Latran consistait en un ferme avec 300 arpents de terre. Elle est détruite par un incendie en 1633 et ne fut jamais reconstruite.
Les terres affermées rapportaient en 1757, 3 600 Livres.

## Sources
- Eugène Mannier, Les commanderies du grand prieuré de France d'après les documents inédits conservés aux archives nationales à Paris, Paris, 1872 (lire en ligne)